# UEFA 유로 2020
2020년 UEFA 유럽 축구 선수권 대회 또는 UEFA 유로 2020(UEFA Euro 2020)은 2021년 6월 11일부터 7월 11일까지 유럽 11개국에 위치한 11개 도시들에서 개최된 16번째 UEFA 유럽 축구 선수권 대회이다.
UEFA 유로 2020은 원래 2020년 6월 12일부터 7월 12일까지 개최될 예정이었으나 2020년에 유럽에서 일어난 코로나19 범유행의 여파로 인하여 연기되었다. 이에 따라 UEFA는 2020년 3월 17일에 열린 긴급 화상 회의를 통해 UEFA 유로 2020 대회를 1년 연기하기로 결정했다. 그러나 대회 공식 명칭은 그대로 UEFA 유로 2020을 사용했으며 대회 진행 방식 또한 원래 계획대로 유지되었다.
계획 당시에는 13개 도시에서 열릴 예정이었으나 나중에 11개 도시에서 개최하게 되었다. 브뤼셀은 2017년 12월에 대회 개최 준비 부족을 이유로 개최권을 박탈당했으며 더블린은 2021년 4월에 관중 수용 허용 계획을 보증받지 못함에 따라 개최권을 박탈당했다. 또한 빌바오는 관중 수용 허용 계획을 보증받은 세비야로 교체되었다. 이탈리아가 결승전에서 잉글랜드를 전후반·연장전 1-1, 승부차기 3-2로 누르고 우승을 차지했다.

## 개최 도시 선정
미셸 플라티니 UEFA 회장은 2012년 6월 30일 UEFA 유로 2012 결승전을 앞두고 열린 기자회견에서 UEFA 유로 2020이 유럽 12개 또는 13개 도시에서 분산 개최된다고 밝혔다. 2012년 12월 6일에는 UEFA 유로 2020이 UEFA 유럽 축구 선수권 대회 60주년을 기념하기 위한 차원에서 특정 국가들의 경기장에서 개최하는 것이 아니라 유럽 전역 다수의 도시에서 경기를 치르게 될 것이라고 밝혔다.
UEFA 집행위원회는 2013년 1월 25일에 열린 회의를 통해 UEFA 유로 2020 개최 도시로 선정되기 위한 조건을 공개했다. 2013년 3월 28일에는 UEFA 유로 2020 유치에 관한 규정, 자격 요건이 승인되었으며 2013년 4월 26일에는 UEFA 유로 2020 유치에 관한 규정, 자격 요건, 과정이 공개되었다.
UEFA 유로 2020 입후보 의사를 전달 과정은 2013년 9월 12일을 기해 마감되었다. UEFA는 2013년 9월 20일에 32개 UEFA 회원국 축구 협회가 UEFA 유로 2020 입후보 의사를 밝혔다고 전했다.
UEFA 유로 2020 유치 신청 접수는 2014년 4월 25일을 기해 마감되었으며 19개 도시가 유치를 신청했다. UEFA 집행위원회는 2014년 4월 26일에 열린 회의를 통해 UEFA 유로 2020 개최 도시가 2014년 9월 19일에 선정된다고 밝혔다. UEFA는 2014년 9월 19일에 스위스 제네바에서 UEFA 유로 2020 본선 경기를 개최하는 13개 도시들을 선정했다.
| 국가              | 도시             | 경기장                                 | 수용 인원                                                             | 패키지      | 결과                                                                        |
| ----------------- | ---------------- | -------------------------------------- | --------------------------------------------------------------------- | ----------- | --------------------------------------------------------------------------- |
| 아제르바이잔      | 바쿠             | 바쿠 올림픽 경기장                     | 68,700명                                                              | 표준 패키지 | 조별 리그, 8강전                                                            |
| 벨라루스          | 민스크           | 트락토르 스타디움                      | 16,500명 (수용 인원을 33,000명으로 확장할 예정이었음)                 | 표준 패키지 | 표준 패키지로 분류하기에 부적합하다는 판정을 받음                           |
| 벨기에            | 브뤼셀           | 유로스타디움 (제안된 신규 국립 경기장) | 50,000명 (60,000명을 수용할 가능성이 있었음)                          | 표준 패키지 | 조별 리그, 16강전 (나중에 취소됨)                                           |
| 불가리아          | 소피아           | 바실 레프스키 국립 경기장              | 43,000명 (수용 인원을 50,000명으로 확장할 예정이었음)                 | 표준 패키지 | 표준 패키지로 분류하기에 부적합하다는 판정을 받음                           |
| 덴마크            | 코펜하겐         | 파르켄                                 | 38,065명                                                              | 표준 패키지 | 조별 리그, 16강전                                                           |
| 잉글랜드          | 런던             | 웸블리 스타디움                        | 90,000명                                                              | 결승 패키지 | 준결승전, 결승전 조별 리그, 16강전 (나중에 추가됨)                          |
| 독일              | 뮌헨             | 알리안츠 아레나                        | 67,812명 (수용 인원을 75,000명으로 확장할 예정이었음)                 | 표준 패키지 | 조별 리그, 8강전                                                            |
| 헝가리            | 부다페스트       | 푸슈카시 아레나                        | 56,000명 (68,000명을 수용할 수 있는 새 경기장 건설 방안이 제안되었음) | 표준 패키지 | 조별 리그, 16강전                                                           |
| 아일랜드          | 더블린           | 아비바 스타디움                        | 51,700명                                                              | 표준 패키지 | 조별 리그, 16강전 (나중에 취소됨)                                           |
| 이탈리아          | 로마             | 스타디오 올림피코                      | 72,698명                                                              | 표준 패키지 | 조별 리그, 8강전                                                            |
| 마케도니아 공화국 | 스코페           | 필리포스 2세 아레나                    | 33,460명                                                              | 표준 패키지 | 표준 패키지로 분류하기에 부적합하다는 판정을 받음                           |
| 네덜란드          | 암스테르담       | 요한 크라위프 아레나                   | 53,052명 (수용 인원을 55,000명에서 56,000명으로 확장할 예정이었음)    | 표준 패키지 | 조별 리그, 16강전                                                           |
| 루마니아          | 부쿠레슈티       | 아레나 나치오날러                      | 55,600명                                                              | 표준 패키지 | 조별 리그, 16강전                                                           |
| 러시아            | 상트페테르부르크 | 크레스톱스키 스타디움                  | 69,500명 (당시 공사 중이었음)                                         | 표준 패키지 | 조별 리그, 8강전                                                            |
| 스코틀랜드        | 글래스고         | 햄던 파크                              | 52,063명                                                              | 표준 패키지 | 조별 리그, 16강전                                                           |
| 스페인            | 빌바오           | 산 마메스                              | 53,332명                                                              | 표준 패키지 | 조별 리그, 16강전 나중에 세비야에 위치한 에스타디오 데 라 카르투하로 교체됨 |
| 스웨덴            | 스톡홀름         | 프렌즈 아레나                          | 50,000명                                                              | 표준 패키지 | 표준 패키지 선정 과정에서 탈락함                                            |
| 웨일스            | 카디프           | 밀레니엄 스타디움                      | 74,500명                                                              | 표준 패키지 | 표준 패키지 선정 과정에서 탈락함                                            |

## 예선

본선 진출
예선 탈락

UEFA 유로 2020 예선은 2018-19년 UEFA 네이션스리그 시즌과 연계하여 진행되었다. 이전 대회와는 달리 UEFA 유로 2020의 자동 출전권은 특정 개최국에게 부여되지 않았으며 유럽 축구 연맹(UEFA)에 가입한 55개국이 모두 참가했다.
UEFA 유로 2020 예선 조 추첨은 2018년 12월 2일 아일랜드 더블린에서 열렸다. 유럽 축구 연맹에 가입한 55개국을 10개 조(5개 조는 5개 팀으로, 5개 조는 6개 팀으로 구성됨)로 나누어 진행하며 각 조 1, 2위를 기록한 팀은 본선에 직행했다. 나머지 4개 팀은 루트별 플레이오프를 통해 결정되었다.

### 본선 진출국
| 팀           | 본선 진출 경로              | 본선 진출 날짜   | 과거 출전 대회                                                                     |
| ------------ | --------------------------- | ---------------- | ---------------------------------------------------------------------------------- |
| 벨기에       | 예선 I조 1위                | 2019년 10월 10일 | 5회 (1972, 1980, 1984, 2000, 2016)                                                 |
| 이탈리아     | 예선 J조 1위                | 2019년 10월 12일 | 9회 (1968, 1980, 1988, 1996, 2000, 2004, 2008, 2012, 2016)                         |
| 러시아       | 예선 I조 2위                | 2019년 10월 13일 | 11회 (19601, 19641, 19681, 19721, 19881, 19922, 1996, 2004, 2008, 2012, 2016)      |
| 폴란드       | 예선 G조 1위                | 2019년 10월 13일 | 3회 (2008, 2012, 2016)                                                             |
| 우크라이나   | 예선 B조 1위                | 2019년 10월 14일 | 2회 (2012, 2016)                                                                   |
| 스페인       | 예선 F조 1위                | 2019년 10월 15일 | 10회 (1964, 1980, 1984, 1988, 1996, 2000, 2004, 2008, 2012, 2016)                  |
| 프랑스       | 예선 H조 1위                | 2019년 11월 14일 | 9회 (1960, 1984, 1992, 1996, 2000, 2004, 2008, 2012, 2016)                         |
| 튀르키예     | 예선 H조 2위                | 2019년 11월 14일 | 4회 (1996, 2000, 2008, 2016)                                                       |
| 잉글랜드     | 예선 A조 1위                | 2019년 11월 14일 | 9회 (1968, 1980, 1988, 1992, 1996, 2000, 2004, 2012, 2016)                         |
| 체코         | 예선 A조 2위                | 2019년 11월 14일 | 9회 (19603, 19763, 19803, 1996, 2000, 2004, 2008, 2012, 2016)                      |
| 핀란드       | 예선 J조 2위                | 2019년 11월 15일 | 첫 출전                                                                            |
| 스웨덴       | 예선 F조 2위                | 2019년 11월 15일 | 6회 (1992, 2000, 2004, 2008, 2012, 2016)                                           |
| 크로아티아   | 예선 E조 1위                | 2019년 11월 16일 | 5회 (1996, 2004, 2008, 2012, 2016)                                                 |
| 오스트리아   | 예선 G조 2위                | 2019년 11월 16일 | 2회 (2008, 2016)                                                                   |
| 네덜란드     | 예선 C조 2위                | 2019년 11월 16일 | 9회 (1976, 1980, 1988, 1992, 1996, 2000, 2004, 2008, 2012)                         |
| 독일         | 예선 C조 1위                | 2019년 11월 16일 | 12회 (19724, 19764, 19804, 19844, 19884, 1992, 1996, 2000, 2004, 2008, 2012, 2016) |
| 포르투갈     | 예선 B조 2위                | 2019년 11월 17일 | 7회 (1984, 1996, 2000, 2004, 2008, 2012, 2016)                                     |
| 스위스       | 예선 D조 1위                | 2019년 11월 18일 | 4회 (1996, 2004, 2008, 2016)                                                       |
| 덴마크       | 예선 D조 2위                | 2019년 11월 18일 | 8회 (1964, 1984, 1988, 1992, 1996, 2000, 2004, 2012)                               |
| 웨일스       | 예선 E조 2위                | 2019년 11월 19일 | 1회 (2016)                                                                         |
| 북마케도니아 | 예선 플레이오프 루트 D 승자 | 2020년 11월 12일 | 첫 출전                                                                            |
| 헝가리       | 예선 플레이오프 루트 A 승자 | 2020년 11월 12일 | 3회 (1964, 1972, 2016)                                                             |
| 슬로바키아   | 예선 플레이오프 루트 B 승자 | 2020년 11월 12일 | 1회 (2016)                                                                         |
| 스코틀랜드   | 예선 플레이오프 루트 C 승자 | 2020년 11월 12일 | 2회 (1992, 1996)                                                                   |

1. 소련으로 출전
2. 독립국가연합으로 출전
3. 체코슬로바키아로 출전
4. 서독으로 출전

굵은 글씨는 우승한 대회를, 이탤릭체는 개최한 대회를 의미한다.

## 코로나19 범유행과 관련된 우려

### 대회의 연기
2020년에 유럽에서 일어난 코로나19 범유행으로 인하여 UEFA 유로 2020에 참가하는 선수, 자원 봉사자, 방문객에 대한 우려가 제기되었다. 알렉산데르 체페린 유럽 축구 연맹(UEFA) 회장은 2020년 3월 초에 열린 UEFA 총회에서 UEFA는 전염병 확산과 관련된 상황에 대처할 수 있다는 입장을 전달했으며 테오도로스 테오도리디스 사무총장은 UEFA가 세계보건기구(WHO), 각국 정부와의 연락을 유지하고 있다고 밝혔다.
유럽에서 일어나는 코로나바이러스감염증-19(COVID-19, 코로나19) 범유행의 여파로 인해 이탈리아 세리에 A, 스페인 라리가를 비롯한 유럽의 주요 축구 리그가 연기된 반면에 2020년 3월에 열린 UEFA 주관 대회인 UEFA 챔피언스리그·UEFA 유로파리그 경기는 관중 없이 진행되었다. 이에 따라 UEFA는 2020년 3월 17일에 55개 회원국 축구 협회 대표, 국제 축구 선수 협회(FIFPro) 대표, 유럽 클럽 협회 대표, 유러피언 리그 이사회와 함께 긴급 화상 회의를 진행하고 유럽에서 일어난 코로나19 범유행과 관련된 유럽 각국의 국내 축구 대회, UEFA 유로 2020을 비롯한 유럽의 각종 축구 대회의 상황에 대해 논의할 것이라고 밝혔다. 해당 회의에서는 UEFA 유로 2020의 개최 시기를 2020년 말 또는 2021년 중반으로 변경하는 방안이 포함될 가능성이 있을 것으로 예상했다.
UEFA는 2020년 3월 17일에 열린 긴급 화상 회의를 통해 유럽에서 일어난 코로나19 범유행의 여파로 인하여 2020년 6월부터 7월 사이에 UEFA 유로 2020을 정상적으로 개최하기 어렵다고 판단했다. 이에 따라 UEFA는 UEFA 유로 2020 대회를 1년 연기하기로 결정했다. 그러나 UEFA는 2020년 4월 23일에 열린 화상 집행위원회 회의를 통해 UEFA 유럽 축구 선수권 대회 60주년을 기념하는 대회 이미지를 유지하고 유럽과 전 세계가 코로나19를 극복했다는 사실을 기억하기 위한 차원에서 "UEFA 유로 2020"이라는 대회 명칭을 그대로 사용한다고 밝혔다. 또한 UEFA는 2020년 6월 17일에 열린 집행위원회 회의를 통해 UEFA 유로 2020을 유럽 12개국에 위치한 12개 도시들에서 개최하려던 원래 계획을 유지하기로 결정했다.

### 관중 수용 제한과 개최 도시 변경
알렉산데르 체페린 유럽 축구 연맹(UEFA) 회장은 2020년 5월에 UEFA 유로 2020을 12개 도시에서 개최할 예정이라고 밝혔으나 새 경기 일정에 따라 개최 도시 수가 줄어들 수 있음을 암시했다. UEFA 집행위원회는 2020년 6월 17일에 열린 회의에서 해당 대회의 일정 재검토에 들어갔다고 밝혔는데 체페린 UEFA 회장은 2020년 10월에 해당 대회가 원래 계획된 12개 도시보다 적은 수에서 개최될 수 있다고 밝혔다. UEFA는 2020년 10월에 2020년 나고르노카라바흐 전쟁의 여파로 인하여 별도의 공지가 있을 때까지 아르메니아와 아제르바이잔에서 UEFA 주관 대회를 개최하지 않기로 결정했으나 아제르바이잔 바쿠에서 열릴 예정인 UEFA 유로 2020 경기는 해당되지 않는다고 밝혔다. 이러한 제한 조치는 2020년 12월에 양국 간의 정전 협정이 체결되면서 해제되었다.
UEFA는 2020년 11월에 현지 보건 당국과 함께 UEFA 유로 2020 개최 도시에 위치한 경기장들의 관중 수용 규모를 제한하는 방안을 추진하고 있다고 밝혔는데 100%, 50%, 33%까지 수용하는 방안 또는 관중 없이 개최하는 안건이 공개되었다. 이러한 제한 사항에는 경기를 관람하는 현지 관중들에게만 적용될 가능성이 있었다. 체페린 UEFA 회장은 2021년 새해 인터뷰에서 "유럽에서 코로나19 백신 예방 접종이 시작되었고 올 여름에 대한 본격적인 입장을 취할 것으로 생각합니다. 당분간은 모든 12개 도시에서 경기를 진행할 계획이지만 한 나라에서 문제가 있다면 우리는 9, 10, 11개 도시에서 개최할 준비가 되어 있습니다. 경우에 따라서는 한 나라에서만 대회를 개최할 준비가 있지만 저는 계획대로 모든 12개 도시에서 개최할 것이라고 확신합니다."라고 밝혔다. UEFA는 2021년 1월 27일에 개최 도시가 위치한 축구 협회 대표들을 만났고 해당 대회가 12개 도시에서 개최될 것임을 재확인했다.
UEFA 유로 2020 개최 도시들의 관중 수용 계획 제출 시한은 2021년 4월 7일을 기해 마감되었다. 2021년 4월 9일에는 UEFA가 12개 개최 도시 가운데 8개가 경기장 수용 인원을 25%에서 100%까지로 제한하는 계획을 확정했다고 발표했다. 반면 빌바오, 더블린, 뮌헨, 로마는 아직 계획을 제출하지 않은 상태였는데 해당 도시들에 대한 관중 수용 계획 제출 시한은 2021년 4월 19일까지 연장되었다. UEFA는 2021년 4월 23일에 빌바오에서 열릴 예정이었던 조별 리그, 16강전 경기가 세비야에서 열린다고 밝혔는데 이는 세비야가 관중 수용 허용 계획을 보증받았기 때문이다. 반면 더블린은 아일랜드 축구 협회가 더블린 시의회, 아일랜드 정부로부터 코로나19 범유행과 관련된 관중 수용 허용 계획을 보증받지 못함에 따라 개최권을 박탈당했다. 이에 따라 더블린에서 열릴 예정이었던 조별 리그 경기는 러시아 상트페테르부르크에서, 16강전 경기는 잉글랜드 런던에서 각각 열리게 되었다.

### 규정 변경
UEFA 집행위원회는 2021년 3월 31일에 본선 경기에서 최대 5명까지 선수를 교체할 수 있도록 승인했는데 연장전에서는 6명까지 허용된다. 단 각 팀에게는 3번의 선수 교체 기회가 주어지며 연장전에 한해 4번째 선수 교체 기회가 주어진다. 단 하프타임, 연장전 시작 이전, 연장전 하프타임에 일어난 선수 교체는 제외된다
유럽 축구 연맹(UEFA)도 2021년 4월 초에 팀 내에서 코로나19 확진 가능성이 있는 경우에 대표팀 감독들의 요청에 따라 통상적인 23명보다 대회 선수단을 확대할 수 있도록 하는 방안과 함께 전 시즌 고정적 혼잡으로 인한 선수 피로를 줄이는 방안을 검토하고 있다고 밝혔다. 2021년 4월 27일에는 UEFA 국가대표팀 경기 위원회가 선수단을 26명까지 확장하는 것을 승인했다. 2021년 5월 4일에는 UEFA 집행위원회가 26명의 선수 명단을 사용할 수 있도록 승인했다. 그러나 본선에 참가하는 팀들은 경기 규칙에 따라 최대 23명의 선수를 지명할 수 있는데 이들 가운데 12명은 교체 선수이다. 각 팀의 1번째 경기가 끝난 후에도 다른 선수단의 골키퍼가 남아 있더라도 체력적인 무능력으로 인해 골키퍼를 교체할 수 있다는 내용도 공개되었다.

### 코로나19 특별 규정
UEFA 집행위원회는 2021년 5월 4일에 유럽에서 일어난 코로나19 범유행의 여파를 고려하여 본선에 대한 특별 규정을 승인했다.
- 만약 코로나19 확진으로 인해 국가 또는 지역 보건 당국자의 결정에 따라 한 팀의 선수가 의무 격리 또는 자가 격리된 경우에는 최소 13명(골키퍼 1명 이상 포함)이 등록할 수 있는 경기에 한하여 예정대로 진행된다.
- 만약 코로나19 확진으로 인해 팀이 필요한 최소 선수 인원을 출전시킬 수 없다면 UEFA 집행위원회가 경기 시작일로부터 48시간 이내에 경기 일정을 재조정할 수 있으며 가능한 일정 변경 옵션을 선택할 수 있다. 또한 UEFA는 경기가 적절하다고 판단될 경우에 한하여 다른 경기장으로 재지정할 수 있다.
- 만약 경기 일정을 변경할 수 없는 경우에는 UEFA 윤리징계위원회가 이 문제를 결정한다. 경기가 열리지 못한 것에 책임이 있는 팀은 해당 경기에서 0-3으로 패배한 것으로 처리한다.
- 만약 심판진의 일원이 코로나19 확진으로 인해 교체되어야 한다면 UEFA는 예외적으로 같은 국적을 가진 심판을 FIFA 명단에 포함시키지 않을 수 있다.

## 경기장
UEFA 집행위원회는 2017년 12월 7일에 열린 회의에서 브뤼셀의 대회 개최 준비 부족을 이유로 브뤼셀의 UEFA 유로 2020 개최권을 박탈했다. 이에 따라 브뤼셀에서 개최될 예정이던 16강전, 조별 리그 경기는 런던에서 대신 개최하게 되었다.
UEFA는 UEFA 유로 2020의 조별 리그 경기가 개최될 도시들을 다음과 같이 결정했다. 개최 도시 간의 조합은 스포츠에서의 역량, 지역 안배, 안보와 관련된 상황, 정치적인 환경 등을 고려하여 배정되었으며 2017년 12월 7일에 실시된 무작위 추첨을 통해 결정되었다.
- A조: 로마 (이탈리아), 바쿠 (아제르바이잔)
- B조: 상트페테르부르크 (러시아), 코펜하겐 (덴마크)
- C조: 암스테르담 (네덜란드), 부쿠레슈티 (루마니아)
- D조: 런던 (잉글랜드), 글래스고 (스코틀랜드)
- E조: 원래 계획: 빌바오 (스페인), 더블린 (아일랜드) → 수정된 계획: 세비야 (스페인), 상트페테르부르크 (러시아)
- F조: 뮌헨 (독일), 부다페스트 (헝가리)

| 런던 (결승전, 준결승전, 16강전, 조별 리그) | 로마 (8강전, 조별 리그)             | 런던로마뮌헨바쿠상트페테르부르크부다페스트세비야부쿠레슈티암스테르담글래스고코펜하겐 | 런던로마뮌헨바쿠상트페테르부르크부다페스트세비야부쿠레슈티암스테르담글래스고코펜하겐 | 뮌헨 (8강전, 조별 리그)        |
| ------------------------------------------ | ----------------------------------- | ------------------------------------------------------------------------------------ | ------------------------------------------------------------------------------------ | ------------------------------ |
| 웸블리 스타디움                            | 스타디오 올림피코                   | 런던로마뮌헨바쿠상트페테르부르크부다페스트세비야부쿠레슈티암스테르담글래스고코펜하겐 | 런던로마뮌헨바쿠상트페테르부르크부다페스트세비야부쿠레슈티암스테르담글래스고코펜하겐 | 알리안츠 아레나                |
| 수용 인원: 90,000명                        | 수용 인원: 70,634명                 | 런던로마뮌헨바쿠상트페테르부르크부다페스트세비야부쿠레슈티암스테르담글래스고코펜하겐 | 런던로마뮌헨바쿠상트페테르부르크부다페스트세비야부쿠레슈티암스테르담글래스고코펜하겐 | 수용 인원: 70,000명            |
|                                            |                                     | 런던로마뮌헨바쿠상트페테르부르크부다페스트세비야부쿠레슈티암스테르담글래스고코펜하겐 | 런던로마뮌헨바쿠상트페테르부르크부다페스트세비야부쿠레슈티암스테르담글래스고코펜하겐 |                                |
| 바쿠 (8강전, 조별 리그)                    | 상트페테르부르크 (8강전, 조별 리그) | 런던로마뮌헨바쿠상트페테르부르크부다페스트세비야부쿠레슈티암스테르담글래스고코펜하겐 | 런던로마뮌헨바쿠상트페테르부르크부다페스트세비야부쿠레슈티암스테르담글래스고코펜하겐 | 부다페스트 (16강전, 조별 리그) |
| 바쿠 올림픽 스타디움                       | 크레스톱스키 스타디움               | 런던로마뮌헨바쿠상트페테르부르크부다페스트세비야부쿠레슈티암스테르담글래스고코펜하겐 | 런던로마뮌헨바쿠상트페테르부르크부다페스트세비야부쿠레슈티암스테르담글래스고코펜하겐 | 푸슈카시 아레나                |
| 수용 인원: 68,700명                        | 수용 인원: 68,134명                 | 런던로마뮌헨바쿠상트페테르부르크부다페스트세비야부쿠레슈티암스테르담글래스고코펜하겐 | 런던로마뮌헨바쿠상트페테르부르크부다페스트세비야부쿠레슈티암스테르담글래스고코펜하겐 | 수용 인원: 67,215명            |
|                                            |                                     | 런던로마뮌헨바쿠상트페테르부르크부다페스트세비야부쿠레슈티암스테르담글래스고코펜하겐 | 런던로마뮌헨바쿠상트페테르부르크부다페스트세비야부쿠레슈티암스테르담글래스고코펜하겐 |                                |
| 세비야 (16강전, 조별 리그)                 | 부쿠레슈티 (16강전, 조별 리그)      | 암스테르담 (16강전, 조별 리그)                                                       | 글래스고 (16강전, 조별 리그)                                                         | 코펜하겐 (16강전, 조별 리그)   |
| 에스타디오 데 라 카르투하                  | 아레나 나치오날러                   | 요한 크라위프 아레나                                                                 | 햄던 파크                                                                            | 파르켄                         |
| 수용 인원: 60,000명                        | 수용 인원: 55,600명                 | 수용 인원: 54,990명                                                                  | 수용 인원: 51,866명                                                                  | 수용 인원: 38,065명            |
|                                            |                                     |                                                                                      |                                                                                      |                                |

개최국과 관련된 조별 리그 경기 규정은 다음과 같은 기준에 따른다.
- 개최국의 2개 국가대표팀이 본선에 직행했거나 예선 플레이오프에 진출한 경우에는 추첨을 통해 홈에서 조별 리그 3경기를 모두 치르는 팀(개최국끼리 대결하는 경기를 개최하는 팀을 의미함)을 결정한다. 추첨 과정에서 가장 먼저 뽑힌 개최국의 국가대표팀은 홈에서 조별 리그 3경기를 개최하게 되고 다른 개최국의 국가대표팀은 홈에서 조별 리그 2경기만을 치르게 된다.
- 개최국의 1개 국가대표팀이 본선에 직행하고 다른 개최국의 1개 국가대표팀이 예선 플레이오프에 진출하거나 예선에서 완전히 탈락한 경우에는 본선에 직행한 개최국의 국가대표팀이 홈에서 조별 리그 3경기를 모두 치르고 다른 개최국의 국가대표팀은 본선에 진출한 경우에 한하여 조별 리그 2경기만을 치르게 된다.
- 개최국의 1개 국가대표팀이 예선 플레이오프에 진출하고 다른 개최국의 1개 국가대표팀이 예선에서 완전히 탈락한 경우에는 개최국의 국가대표팀이 본선에 진출한 경우에 한하여 홈에서 조별 리그 3경기를 모두 치르게 된다.
- 개최국의 국가대표팀이 예선에서 모두 탈락한 경우에는 어떠한 조치도 취하지 않는다.

플레이오프에 진출한 개최국이 예선에서 탈락한 경우에는 루트별 플레이오프 승자가 경기 일정에서 개최국이 있던 자리를 차지하게 되며 예선에서 탈락한 개최국의 개최 도시에서 위와 같은 기준에 따라 2경기 또는 3경기를 치르게 된다. 개최 도시 결정을 위한 추첨은 2019년 11월 22일에 스위스 니옹에 위치한 UEFA 본부에서 플레이오프 추첨과 함께 진행되었다. 이러한 추첨은 덴마크, 러시아가 속한 B조만을 대상으로 하여 진행되었다.
| 조  | 개최국       | 예선 조별 리그가 종료된 상황에서의 지위     | 추첨 결과                 | 조별 리그 3경기를 홈에서 개최하는 개최국 | 조별 리그 2경기를 홈에서 개최하는 개최국 |
| --- | ------------ | ------------------------------------------- | ------------------------- | ---------------------------------------- | ---------------------------------------- |
| A조 | 아제르바이잔 | 예선 조별 리그에서 탈락함                   | (같은 조에 편성되지 않음) | 이탈리아                                 | 없음                                     |
| A조 | 이탈리아     | 본선 직행                                   | (같은 조에 편성되지 않음) | 이탈리아                                 | 없음                                     |
| B조 | 덴마크       | 본선 직행                                   | (같은 조에 편성됨)        | 덴마크                                   | 러시아                                   |
| B조 | 러시아       | 본선 직행                                   | (같은 조에 편성됨)        | 덴마크                                   | 러시아                                   |
| C조 | 네덜란드     | 본선 직행                                   | (같은 조에 편성되지 않음) | 네덜란드                                 | 없음                                     |
| C조 | 루마니아     | 예선 플레이오프 진출 (나중에 탈락함)        | (같은 조에 편성되지 않음) | 네덜란드                                 | 없음                                     |
| D조 | 잉글랜드     | 본선 직행                                   | (같은 조에 편성되지 않음) | 잉글랜드                                 | 스코틀랜드                               |
| D조 | 스코틀랜드   | 예선 플레이오프 진출 (나중에 본선에 진출함) | (같은 조에 편성되지 않음) | 잉글랜드                                 | 스코틀랜드                               |
| E조 | 아일랜드1    | 예선 플레이오프 진출 (나중에 탈락함)        | (같은 조에 편성되지 않음) | 스페인                                   | 없음                                     |
| E조 | 스페인       | 본선 직행                                   | (같은 조에 편성되지 않음) | 스페인                                   | 없음                                     |
| F조 | 독일         | 본선 직행                                   | (같은 조에 편성되지 않음) | 독일                                     | 헝가리                                   |
| F조 | 헝가리       | 플레이오프 진출 (나중에 본선에 진출함)      | (같은 조에 편성되지 않음) | 독일                                     | 헝가리                                   |

1 아일랜드 더블린은 2021년 4월에 UEFA 유로 2020 개최 도시 목록에서 제외되었다. 이에 따라 더블린에서 열릴 예정이었던 조별 리그 경기는 러시아 상트페테르부르크에서 열리게 되었다.

### 관중 수용 규모 제한
유럽 축구 연맹(UEFA)은 코로나19 범유행의 여파를 고려하여 현지 보건 당국, 중앙 정부, 지방 정부와의 협조를 통해 관중 수용 규모를 어느 정도 제한할 것인지를 요청했다. 2021년 4월 9일에는 UEFA가 12개 개최 도시 가운데 8개가 경기장 수용 인원을 25%에서 100%까지로 제한하는 계획을 확정했다고 발표했다. 반면 빌바오, 더블린, 뮌헨, 로마는 아직 계획을 제출하지 않은 상태였는데 해당 도시들에 대한 관중 수용 계획 제출 시한은 2021년 4월 19일까지 연장되었다.
UEFA는 2021년 4월 23일에 빌바오에서 열릴 예정이었던 조별 리그, 16강전 경기가 세비야에서 열린다고 밝혔는데 이는 세비야가 관중 수용 허용 계획을 보증받았기 때문이다. 반면 더블린은 아일랜드 축구 협회가 더블린 시의회, 아일랜드 정부로부터 코로나19 범유행과 관련된 관중 수용 허용 계획을 보증받지 못함에 따라 개최권을 박탈당했다. 이에 따라 더블린에서 열릴 예정이었던 조별 리그 경기는 러시아 상트페테르부르크에서, 16강전 경기는 잉글랜드 런던에서 각각 열리게 되었다.
| 개최 도시        | 경기장                    | 일반적인 관중 수용 규모 | 허용된 관중 수용 규모 |
| ---------------- | ------------------------- | ----------------------- | --- |
| 암스테르담       | 요한 크라위프 아레나      | 54,990명                | 최소 33% (약 16,000명), 증가될 가능성이 있음                                                                              |
| 바쿠             | 바쿠 올림픽 스타디움      | 68,700명                | 50% (약 34,350명), 참가 팀 출신 시민 이외의 외국인은 관람 불가                                                            |
| 부쿠레슈티       | 아레나 나치오날러         | 55,600명                | 조별 리그에서는 최소 25% (약 13,000명), 16강전에서는 50% (약 25,000명)                                                    |
| 부다페스트       | 푸슈카시 아레나           | 67,215명                | 최대 수용 인원, 엄격한 경기장 입장 요건을 충족하는 관중에 한함                                                            |
| 코펜하겐         | 파르켄                    | 38,065명                | 조별 리그 1차전에서는 40% (약 15,900명), 나머지 조별 리그 경기와 16강전에서는 67% (약 25,000명)                           |
| 글래스고         | 햄던 파크                 | 51,866명                | 25% (약 12,000명) |
| 런던             | 웸블리 스타디움           | 90,000명                | 조별 리그·16강 1차전에서는 25% (약 22,500명), 16강 2차전에서는 50% (약 45,000명), 준결승전·결승전에서는 67% (약 60,000명) |
| 뮌헨             | 알리안츠 아레나           | 70,000명                | 20% (14,500명) |
| 로마             | 스타디오 올림피코         | 70,634명                | 최소 25% (약 17,659명), 증가될 가능성이 있음                                                                              |
| 상트페테르부르크 | 크레스톱스키 스타디움     | 68,134명                | 최소 50% (약 34,067명), 증가될 가능성이 있음                                                                              |
| 세비야           | 에스타디오 데 라 카르투하 | 60,000명                | 30% (약 18,000명) |

## 본선 조 추첨
UEFA 유로 2020 본선 조 추첨은 2019년 11월 30일에 루마니아 부쿠레슈티에서 진행되었다.

### 본선 조 추첨과 관련된 규정
UEFA 유로 2020 본선 조 추첨은 24개 팀을 6개 조로 나누어 편성했는데 플레이오프를 통해 본선에 진출한 4개 팀은 추첨 당시에는 어느 팀인지 결정되지 않은 상태였다. 본선 조 추첨 당시에 완성되지 않은 조는 원래 2020년 4월 1일에 실시되는 별도의 추첨을 통해 완성될 계획이었다. 하지만 UEFA 유로 2020 본선에 직행한 20개 팀, 플레이오프에 진출한 16개 팀이 모두 확정되면서 유럽 축구 연맹(UEFA)은 해당 계획을 취소했다. 본선 조 추첨 과정에서는 다음과 같은 원칙을 적용한다.
- 본선에 진출한 팀들은 UEFA 유로 2020 예선 전체 순위를 기준으로 하여 배정된다. 개최국으로 결정된 국가대표팀 2개가 같은 포트에 배정된 경우에는 별도의 조정 과정에 들어간다는 규정이 있었지만 실제 시드 배정에서는 어떠한 조치도 시행되지 않았다.
- 본선에 직행한 개최국, 플레이오프를 통해 진출할 가능성이 있는 개최국의 국가대표팀은 개최 도시 간의 조합에 따라 편성된다.

UEFA 유로 2020 전체 순위를 기준으로 한 포트 배정은 다음과 같이 결정된다.
- 포트 1: 각 조 1위 팀 가운데 1 ~ 6위
- 포트 2: 각 조 1위 팀 가운데 7 ~ 10위, 각 조 2위 팀 가운데 1 ~ 2위
- 포트 3: 각 조 2위 팀 가운데 3 ~ 8위
- 포트 4: 각 조 2위 팀 가운데 9 ~ 10위, 플레이오프 루트 A ~ D 승자 (추첨 당시에는 어느 팀인지 결정되지 않은 상태였음)

추첨은 포트 1부터 시작해서 포트 4에서 끝난다. 추첨에 따라 하나의 조가 형성되는데 추첨 과정에서는 다음과 관련된 제한 규정이 적용된다.
- 개최국: 본선에 직행한 개최국의 국가대표팀, 플레이오프를 통해 본선에 진출할 가능성이 있는 개최국의 국가대표팀은 UEFA에서 결정한 개최 도시 간의 조합에 따라 편성된다.
- 정치적 분쟁: 러시아와 우크라이나는 양국 간의 정치적 분쟁을 고려하여 서로 다른 조에 편성된다. 개최국으로 결정되지 않은 국가대표팀은 개최국이 본선 진출에 실패하더라도 개최 도시가 속한 조에 편성되지 않는다. 세르비아와 코소보, 보스니아 헤르체고비나와 코소보는 플레이오프에 진출했기 때문에 이에 해당되지 않는다. 러시아와 코소보는 개최국과 플레이오프 루트별 승자 간의 조합에 따라 서로 다른 조에 편성된다. 이러한 규정은 결선 토너먼트에서는 적용되지 않는다.

### 플레이오프 루트별 승자에 관한 규정
예측할 수 없을 정도로 실현될 가능성이 있는 시나리오를 만드는 루트별 플레이오프의 형식 때문에 UEFA에서는 예선 조별 리그가 끝날 때까지 본선 조 추첨과 관련된 문제를 해결해야 했다. 특히 UEFA가 2개의 개최국을 포함하는 플레이오프 루트의 형성을 막을 수 없었기 때문에 루마니아(C조 경기 개최국), 헝가리(F조 경기 개최국)는 플레이오프 루트 A에 배정되었다. 이에 따라 해당 플레이오프 루트의 승자는 본선 조 추첨 과정에서 2개의 조에 편성된다. 이를 위해 플레이오프 루트 A는 개최국이 포함되지 않은 플레이오프 루트 D와 함께 짝을 이루며 본선 진출 팀에 대해 가능하고 명확한 시나리오를 제공한다. 본선 조 추첨에서 플레이오프 루트 A를 배정하기 위한 우선 순위를 결정하는 추첨은 2019년 11월 22일에 스위스 니옹에 위치한 UEFA 본부에서 진행되었다.
가장 먼저 문제의 팀들이 참가하는 2개의 조 이름이 담긴 공 2개를 준비한다. 추첨 과정에서 가장 먼저 뽑힌 1번째 공은 나중에 뽑힌 2번째 공("비우선 순위 조")을 제외한 상태에서 플레이오프 루트 A에 배정될 조("우선 순위 조")를 결정한다. 각 조별 우선 순위에 따른 추첨 결과에 따라 가능한 모든 시나리오가 다음과 같이 등장한다.
- 불가리아, 헝가리, 아이슬란드 가운데 한 팀이 플레이오프 루트 A를 통해 본선에 진출한 경우: 플레이오프 루트 A의 승자는 F조에 편성되며 플레이오프 루트 D의 승자는 C조에 편성된다. (루마니아가 예선 플레이오프 준결승전에서 탈락함에 따라 조별 리그 편성 시나리오가 완성되었다.)
- 루마니아가 플레이오프 루트 A를 통해 본선에 진출한 경우: 루마니아는 C조에 편성되며 플레이오프 루트 D의 승자는 F조에 편성된다.

### 시드 배정
UEFA 유로 2020 본선에 참가한 팀들은 다음과 같은 시드를 배정받았다.
| 팀          | 개최국 여부     | 순위 |
| ----------- | --------------- | ---- |
| 벨기에1     | (개최국이 아님) | 1위  |
| 이탈리아    | (A조)           | 2위  |
| 잉글랜드    | (D조)           | 3위  |
| 독일        | (F조)           | 4위  |
| 스페인      | (E조)           | 5위  |
| 우크라이나1 | (개최국이 아님) | 6위  |

| 팀         | 개최국 여부     | 순위 |
| ---------- | --------------- | ---- |
| 프랑스     | (개최국이 아님) | 7위  |
| 폴란드     | (개최국이 아님) | 8위  |
| 스위스     | (개최국이 아님) | 9위  |
| 크로아티아 | (개최국이 아님) | 10위 |
| 네덜란드   | (C조)           | 11위 |
| 러시아     | (B조)           | 12위 |

| 팀         | 개최국 여부     | 순위 |
| ---------- | --------------- | ---- |
| 포르투갈   | (개최국이 아님) | 13위 |
| 튀르키예   | (개최국이 아님) | 14위 |
| 덴마크     | (B조)           | 15위 |
| 오스트리아 | (개최국이 아님) | 16위 |
| 스웨덴     | (개최국이 아님) | 17위 |
| 체코       | (개최국이 아님) | 18위 |

| 팀                                             | 개최국 여부      | 순위             |
| ---------------------------------------------- | ---------------- | ---------------- |
| 웨일스                                         | (개최국이 아님)  | 19위             |
| 핀란드                                         | (개최국이 아님)  | 20위             |
| 헝가리 (예선 플레이오프 루트 A 승자)2          | (F조)3           | 해당 대상이 아님 |
| 슬로바키아 (예선 플레이오프 루트 B 승자)2      | (개최국이 아님)4 | 해당 대상이 아님 |
| 스코틀랜드 (예선 플레이오프 루트 C 승자)2      | (D조)5           | 해당 대상이 아님 |
| 북마케도니아 (예선 플레이오프 루트 D 승자)2, 6 | (개최국이 아님)  | 해당 대상이 아님 |

1 포트 1에 속한 팀들 가운데 벨기에, 우크라이나는 UEFA 유로 2020 개최국이 아닌 팀이다. 하지만 러시아와 우크라이나 간의 정치적 분쟁을 고려하여 벨기에는 자동으로 B조에, 우크라이나는 자동으로 C조에 각각 편성되었다.
2 추첨 당시에는 플레이오프 승자가 결정되지 않았다.
3 C조 경기 개최국으로 결정된 루마니아, F조 경기 개최국으로 결정된 헝가리는 플레이오프 루트 A를 통해 본선에 진출할 가능성이 있었다. 이에 따라 플레이오프 루트 A의 승자는 본선에서 2개의 조(C조, F조)에 편성되었다.
4 원래 E조 경기 개최국으로 결정되었던 아일랜드는 플레이오프 루트 B를 통해 본선에 진출할 가능성이 있었다. 이에 따라 플레이오프 루트 B의 승자는 본선에서 E조에 편성되었다.
5 D조 경기 개최국으로 결정된 스코틀랜드는 플레이오프 루트 C를 통해 본선에 진출할 가능성이 있었다. 이에 따라 플레이오프 루트 C의 승자는 본선에서 D조에 편성되었다.
6 플레이오프 루트 D의 승자는 2개의 개최국이 편성된 플레이오프 루트 A의 승자와 함께 짝을 이루었다. 이에 따라 플레이오프 루트 D의 승자는 본선에서 2개의 조(C조, F조)에 편성되었다.

### 편성 결과와 경기 일정
다음은 UEFA 유로 2020 본선 조 추첨 결과이다. 추첨 당시에는 플레이오프 루트별 승자가 결정되지 않았다.
| A조                                    | B조                                 | C조                                                | D조                                   | E조                                    | F조                                 |
| -------------------------------------- | ----------------------------------- | -------------------------------------------------- | ------------------------------------- | -------------------------------------- | ----------------------------------- |
| 튀르키예 · 이탈리아1 · 웨일스 · 스위스 | 덴마크1 · 핀란드 · 벨기에 · 러시아2 | 네덜란드1 · 우크라이나 · 오스트리아 · 북마케도니아 | 잉글랜드1 크로아티아 스코틀랜드2 체코 | 스페인1 · 스웨덴 · 폴란드 · 슬로바키아 | 헝가리2 · 포르투갈 · 프랑스 · 독일1 |

1 조별 리그 3경기를 홈에서 개최하는 개최국이다.
2 조별 리그 2경기를 홈에서 개최하는 개최국이다.
조별 리그 경기 일정은 다음과 같이 진행된다. 각 조에 속한 팀들은 시드에 관계 없이 추첨 결과에 따른 위치에 따라 결정된다.
| 경기 일정 | 날짜                       | 대진                               |
| --------- | -------------------------- | ---------------------------------- |
| 1차전     | 2021년 6월 11일 ~ 6월 15일 | 1번 팀 대 2번 팀, 3번 팀 대 4번 팀 |
| 2차전     | 2021년 6월 16일 ~ 6월 19일 | 1번 팀 대 3번 팀, 2번 팀 대 4번 팀 |
| 3차전     | 2021년 6월 20일 ~ 6월 23일 | 4번 팀 대 1번 팀, 2번 팀 대 3번 팀 |

## 순위 결정 방식
UEFA 유로 2020 조별 리그에서 2개 이상의 팀의 승점이 같다면 다음 순서에 따른다.
1. 승점이 동률인 팀간 경기에서의 승점
2. 승점이 동률인 팀간 경기에서의 골득실
3. 승점이 동률인 팀간 경기에서의 다득점
4. 전체 경기에서의 골득실
5. 전체 경기에서의 다득점
6. 승부차기 (조별 리그 마지막 경기에서 만난 팀들인 경우에 한정함)
7. UEFA 유로 2020 페어플레이 점수
8. UEFA 유로 2020 예선 최종 순위

## 심판진
2018년 9월 27일, UEFA(유럽축구연맹) 집행위원회는 UEFA 유로 대회에서 최초로 비디오 보조 심판 (VAR) 시스템의 사용을 승인하였다. 2020년 2월 12일, UEFA와 CONMEBOL (남미 축구 연맹)은 대회 조별리그를 위해 남미인 심판진팀의 가능성을 포함하여, 협업을 향상하기 위해 MOU를 서명하였다.
2021년 4월 21일, UEFA는 대회를 위해 19개 심판진팀을 발표하였다. 이것은 UEFA의 CONMEBOL과 함께 심판 교환 프로그램의 부분으로 최초 남미 심판진이 유로 대회를 위해 선택된 아르헨티나인 주심 페르난도 라파지니(라팔리니)과 선심들을 포함한다. 스페인 심판진 조는 2021년 코파 아메리카 대회를 위해 비슷하게 선택되었다.
| 국가       | 주심                     | 부심(선심)                                               |
| ---------- | ------------------------ | -------------------------------------------------------- |
| 독일       | 펠릭스 브리흐            | 마르크 보르시 슈테판 룹                                  |
| 튀르키예   | 쥐네이트 차크르          | 바하틴 두란 타륵 온군                                    |
| 스페인     | 카를로스 델 세로 그란데  | 후안 카를로스 유스테 히메네스 로베르토 알론소 페르난데스 |
| 스웨덴     | 안드레아스 에크베리      | 메흐메트 줄룸 스테판 할베리                              |
| 이스라엘   | 오렐 그린펠드            | 로이 하산 이단 야르코니                                  |
| 루마니아   | 오비디우 하체간          | 세바스티안 게오르게 라두 깅굴레악                        |
| 러시아     | 세르게이 카라쇼프        | 이고르 데메시코 막심 가브릴린                            |
| 루마니아   | 이슈트반 코바치          | 바실레 마리네스쿠 오비디우 아르테네                      |
| 네덜란드   | 비외른 카위퍼르스        | 산더 판 루컬 에르빈 제인스트라                           |
| 네덜란드   | 다니 마켈리              | 헤설 스테이흐스트라 얀 더 프리스                         |
| 스페인     | 안토니오 마테우 라오스   | 파우 세브리안 데비스 로베르토 디아스 페레스 델 팔로마르  |
| 잉글랜드   | 마이클 올리버            | 스튜어트 버트 사이먼 베넷                                |
| 이탈리아   | 다니엘레 오르사토        | 알레산드로 잘라티니 파비아노 프레티                      |
| 아르헨티나 | 페르난도 라팔리니        | 후안 파블로 벨라티 디에고 본파                           |
| 독일       | 다니엘 지베르트          | 얀 자이델 라파엘 폴틴                                    |
| 포르투갈   | 아르투르 소아르스 디아스 | 후이 타바르스 파울루 소아르스                            |
| 잉글랜드   | 앤서니 테일러            | 게리 베스윅 애덤 넌                                      |
| 프랑스     | 클레망 튀르팽            | 니콜라 다노 시릴 그랭고르                                |
| 슬로베니아 | 슬라브코 빈치치          | 토마시 클란치니크 안드라시 코바치치                      |

추가로, UEFA는 22인 비디오 심판진과 12인 보조 심판진(대기심이나 예비 선심으로 활동하는)을 발표하였다. 이것은 유로 대회에서 최초 여성 심판인 스테파니 프라파르 심판을 포함한다.
| 국가     | 비디오 보조 심판(VAR 심판)                                                              | 오프사이드 VAR                   |
| -------- | --------------------------------------------------------------------------------------- | -------------------------------- |
| 잉글랜드 | 스튜어트 애트웰 크리스 캐버너                                                           | 리 베츠                          |
| 프랑스   | 제롬 브리자르 프랑수아 르텍시에                                                         | 방자맹 파제                      |
| 독일     | 바스티안 방케르트 크리스티안 딩게르트 마르코 프리츠                                     | 크리스티안 기텔만                |
| 이탈리아 | 마르코 디 벨로 마시밀리아노 이라티 파올로 발레리                                        | 필리포 멜리                      |
| 네덜란드 | 케빈 블롬 폴 판 부컬                                                                    |                                  |
| 폴란드   | 파베우 길                                                                               |                                  |
| 포르투갈 | 주앙 피녜이루                                                                           |                                  |
| 스페인   | 알레한드로 에르난데스 에르난데스 후안 마르티네스 무누에라 호세 마리아 산체스 마르티네스 | 이니고 프리에토 로페스 데 세라인 |

| 국가     | 대기심                | 예비 보조 심판      |
| -------- | --------------------- | ------------------- |
| 불가리아 | 게오르기 카바코프     | 마르틴 마르가리토프 |
| 프랑스   | 스테파니 프라파르     | 미카엘 베르슈브뤼   |
| 이탈리아 | 다비데 마사           | 스테파노 알라시오   |
| 폴란드   | 바르토시 프란코프스키 | 마르친 보니엑       |
| 세르비아 | 스르잔 요바노비치     | 우로시 스토이코비치 |
| 스위스   | 산드로 셰러           | 스테판 드 알메이다  |

## 조별 리그

### A조
| 순위 | 팀           | 경기 | 승 | 무 | 패 | 득 | 실 | 차 | 승점 | 통과        |
| ---- | ------------ | ---- | -- | -- | -- | -- | -- | -- | ---- | ----------- |
| 1    | 이탈리아 (H) | 3    | 3  | 0  | 0  | 7  | 0  | +7 | 9    | 16강전 진출 |
| 2    | 웨일스       | 3    | 1  | 1  | 1  | 3  | 2  | +1 | 4    | 16강전 진출 |
| 3    | 스위스       | 3    | 1  | 1  | 1  | 4  | 5  | −1 | 4    | 16강전 진출 |
| 4    | 튀르키예     | 3    | 0  | 0  | 3  | 1  | 8  | −7 | 0    |             |

| 튀르키예 | 0 - 3  | 이탈리아                                          |
| -------- | ------ | ------------------------------------------------- |
|          | 리포트 | - 데미랄 53′ (자책골) - 임모빌레 66′ - 인시녜 79′ |

| 웨일스     | 1 - 1  | 스위스       |
| ---------- | ------ | ------------ |
| - 무어 74′ | 리포트 | - 엠볼로 49′ |

| 튀르키예 | 0 - 2  | 웨일스                    |
| -------- | ------ | ------------------------- |
|          | 리포트 | - 램지 42′ - 로버츠 90+5′ |

| 이탈리아                          | 3 - 0  | 스위스 |
| --------------------------------- | ------ | ------ |
| - 로카텔리 26′, 5′ - 임모빌레 89′ | 리포트 |        |

| 스위스                            | 3 - 1  | 튀르키예       |
| --------------------------------- | ------ | -------------- |
| - 세페로비치 6′ - 샤키리 26′, 68′ | 리포트 | - 카흐베지 62′ |

| 이탈리아     | 1 - 0  | 웨일스 |
| ------------ | ------ | ------ |
| - 페시나 39′ | 리포트 |        |

### B조
| 순위 | 팀         | 경기 | 승 | 무 | 패 | 득 | 실 | 차 | 승점 | 통과        |
| ---- | ---------- | ---- | -- | -- | -- | -- | -- | -- | ---- | ----------- |
| 1    | 벨기에     | 3    | 3  | 0  | 0  | 7  | 1  | +6 | 9    | 16강전 진출 |
| 2    | 덴마크 (H) | 3    | 1  | 0  | 2  | 5  | 4  | +1 | 3    | 16강전 진출 |
| 3    | 핀란드     | 3    | 1  | 0  | 2  | 1  | 3  | −2 | 3    |             |
| 4    | 러시아 (H) | 3    | 1  | 0  | 2  | 2  | 7  | −5 | 3    |             |

1. 1 2 3  승자승 승점: 덴마크 3, 핀란드 3, 러시아 3., 승자승 골득실차: 덴마크 +2, 핀란드 0, 러시아 -2.

| 덴마크 | 0 - 1  | 핀란드           |
| ------ | ------ | ---------------- |
|        | 리포트 | - 포흐얀팔로 59′ |

| 벨기에                         | 3 - 0  | 러시아 |
| ------------------------------ | ------ | ------ |
| - 루카쿠 10′, 88′ - 뫼니에 34′ | 리포트 |        |

| 핀란드 | 0 - 1  | 러시아           |
| ------ | ------ | ---------------- |
|        | 리포트 | - 미란추크 45+2′ |

| 덴마크      | 1 - 2  | 벨기에                                |
| ----------- | ------ | ------------------------------------- |
| - 포울센 2′ | 리포트 | - 토르강 아자르 55′ - 더 브라위너 70′ |

| 러시아              | 1 - 4  | 덴마크                                                  |
| ------------------- | ------ | ------------------------------------------------------- |
| - 쥬바 70′ (페널티) | 리포트 | - 담스고르 38′ - 포울센 59′ - 크리스텐센 79′ - 멜레 82′ |

| 핀란드 | 0 - 2  | 벨기에                                 |
| ------ | ------ | -------------------------------------- |
|        | 리포트 | - 흐라데츠키 74′ (자책골) - 루카쿠 81′ |

### C조
| 순위 | 팀           | 경기 | 승 | 무 | 패 | 득 | 실 | 차 | 승점 | 통과        |
| ---- | ------------ | ---- | -- | -- | -- | -- | -- | -- | ---- | ----------- |
| 1    | 네덜란드 (H) | 3    | 3  | 0  | 0  | 8  | 2  | +6 | 9    | 16강전 진출 |
| 2    | 오스트리아   | 3    | 2  | 0  | 1  | 4  | 3  | +1 | 6    | 16강전 진출 |
| 3    | 우크라이나   | 3    | 1  | 0  | 2  | 4  | 5  | −1 | 3    | 16강전 진출 |
| 4    | 북마케도니아 | 3    | 0  | 0  | 3  | 2  | 8  | −6 | 0    |             |

| 오스트리아                                         | 3 - 1  | 북마케도니아 |
| -------------------------------------------------- | ------ | ------------ |
| - 라이너 18′ - 그레고리치 78′ - 아르나우토비치 89′ | 리포트 | - 판데프 28′ |

| 네덜란드                                       | 3 - 2  | 우크라이나                      |
| ---------------------------------------------- | ------ | ------------------------------- |
| - 베이날뒴 52′ - 베르호스트 58′ - 둠프리스 85′ | 리포트 | - 야르몰렌코 75′ - 야렘추크 79′ |

| 우크라이나                      | 2 - 1  | 북마케도니아     |
| ------------------------------- | ------ | ---------------- |
| - 야르몰렌코 29′ - 야렘추크 34′ | 리포트 | - 알리오스키 57′ |

| 네덜란드                             | 2 - 0  | 오스트리아 |
| ------------------------------------ | ------ | ---------- |
| - 데파이 11′ (페널티) - 둠프리스 68′ | 리포트 |            |

| 북마케도니아 | 0 - 3  | 네덜란드                         |
| ------------ | ------ | -------------------------------- |
|              | 리포트 | - 데파이 24′ - 베이날뒴 51′, 58′ |

| 우크라이나 | 0 - 1  | 오스트리아         |
| ---------- | ------ | ------------------ |
|            | 리포트 | - 바움가르트너 21′ |

### D조
| 순위 | 팀             | 경기 | 승 | 무 | 패 | 득 | 실 | 차 | 승점 | 통과        |
| ---- | -------------- | ---- | -- | -- | -- | -- | -- | -- | ---- | ----------- |
| 1    | 잉글랜드 (H)   | 3    | 2  | 1  | 0  | 2  | 0  | +2 | 7    | 16강전 진출 |
| 2    | 크로아티아     | 3    | 1  | 1  | 1  | 4  | 3  | +1 | 4    | 16강전 진출 |
| 3    | 체코           | 3    | 1  | 1  | 1  | 3  | 2  | +1 | 4    | 16강전 진출 |
| 4    | 스코틀랜드 (H) | 3    | 0  | 1  | 2  | 1  | 5  | −4 | 1    |             |

| 잉글랜드     | 1 - 0  | 크로아티아 |
| ------------ | ------ | ---------- |
| - 스털링 57′ | 리포트 |            |

| 스코틀랜드 | 0 - 2  | 체코            |
| ---------- | ------ | --------------- |
|            | 리포트 | - 쉬크 42′, 52′ |

| 크로아티아     | 1 - 1  | 체코                |
| -------------- | ------ | ------------------- |
| - 페리시치 47′ | 리포트 | - 쉬크 37′ (페널티) |

| 잉글랜드 | 0 - 0  | 스코틀랜드 |
| -------- | ------ | ---------- |
|          | 리포트 |            |

| 크로아티아                                   | 3 - 1  | 스코틀랜드     |
| -------------------------------------------- | ------ | -------------- |
| - 블라시치 17′ - 모드리치 62′ - 페리시치 77′ | 리포트 | - 맥그레거 42′ |

| 체코 | 0 - 1  | 잉글랜드     |
| ---- | ------ | ------------ |
|      | 리포트 | - 스털링 12′ |

### E조
| 순위 | 팀         | 경기 | 승 | 무 | 패 | 득 | 실 | 차 | 승점 | 통과        |
| ---- | ---------- | ---- | -- | -- | -- | -- | -- | -- | ---- | ----------- |
| 1    | 스웨덴     | 3    | 2  | 1  | 0  | 4  | 2  | +2 | 7    | 16강전 진출 |
| 2    | 스페인 (H) | 3    | 1  | 2  | 0  | 6  | 1  | +5 | 5    | 16강전 진출 |
| 3    | 슬로바키아 | 3    | 1  | 0  | 2  | 2  | 7  | −5 | 3    |             |
| 4    | 폴란드     | 3    | 0  | 1  | 2  | 4  | 6  | −2 | 1    |             |

| 폴란드       | 1 - 2  | 슬로바키아                                 |
| ------------ | ------ | ------------------------------------------ |
| - 리네티 46′ | 리포트 | - 슈쳉스니 18′ (자책골) - 슈크리니아르 69′ |

| 스페인 | 0 - 0  | 스웨덴 |
| ------ | ------ | ------ |
|        | 리포트 |        |

| 스웨덴                    | 1 - 0  | 슬로바키아 |
| ------------------------- | ------ | ---------- |
| - 포르스베리 77′ (페널티) | 리포트 |            |

| 스페인       | 1 - 1  | 폴란드             |
| ------------ | ------ | ------------------ |
| - 모라타 25′ | 리포트 | - 레반도프스키 54′ |

| 슬로바키아 | 0 - 5  | 스페인                                                                                            |
| ---------- | ------ | ------------------------------------------------------------------------------------------------- |
|            | 리포트 | - 두브라프카 30′ (자책골) - 라포르테 45+3′ - 사라비아 56′ - 페란 토레스 66′ - 쿠츠카 71′ (자책골) |

| 스웨덴                                | 3 - 2  | 폴란드                  |
| ------------------------------------- | ------ | ----------------------- |
| - 포르스베리 2′, 58′ - 클라에손 90+4′ | 리포트 | - 레반도프스키 61′, 83′ |

### F조
| 순위 | 팀         | 경기 | 승 | 무 | 패 | 득 | 실 | 차 | 승점 | 통과        |
| ---- | ---------- | ---- | -- | -- | -- | -- | -- | -- | ---- | ----------- |
| 1    | 프랑스     | 3    | 1  | 2  | 0  | 4  | 3  | +1 | 5    | 16강전 진출 |
| 2    | 독일 (H)   | 3    | 1  | 1  | 1  | 6  | 5  | +1 | 4    | 16강전 진출 |
| 3    | 포르투갈   | 3    | 1  | 1  | 1  | 8  | 7  | +1 | 4    | 16강전 진출 |
| 4    | 헝가리 (H) | 3    | 0  | 2  | 1  | 3  | 6  | −3 | 2    |             |

1. 1 2  승자승 우세: 독일 4-2 포르투갈.

| 헝가리 | 0 - 3  | 포르투갈                                    |
| ------ | ------ | ------------------------------------------- |
|        | 리포트 | - 게레이루 84′ - 호날두 87′ (페널티), 90+2′ |

| 프랑스                | 1 - 0  | 독일 |
| --------------------- | ------ | ---- |
| - 후멜스 20′ (자책골) | 리포트 |      |

| 헝가리         | 1 - 1  | 프랑스         |
| -------------- | ------ | -------------- |
| - 피올라 45+2′ | 리포트 | - 그리즈만 66′ |

| 포르투갈                | 2 - 4  | 독일                                                                      |
| ----------------------- | ------ | ------------------------------------------------------------------------- |
| - 호날두 15′ - 조타 67′ | 리포트 | - 디아스 35′ (자책골) - 게레이루 39′ (자책골) - 하베르츠 51′ - 고젠스 60′ |

| 포르투갈                            | 2 - 2  | 프랑스                       |
| ----------------------------------- | ------ | ---------------------------- |
| - 호날두 31′ (페널티), 61′ (페널티) | 리포트 | - 벤제마 45+2′ (페널티), 47′ |

| 독일                          | 2 - 2  | 헝가리                |
| ----------------------------- | ------ | --------------------- |
| - 하베르츠 66′ - 고레츠카 84′ | 리포트 | - 아담 11′ - 샤퍼 68′ |

### 각 조 3위 팀끼리의 순위 결정
| 순위 | 조  | 팀         | 경기 | 승 | 무 | 패 | 득 | 실 | 차 | 승점 | 통과        |
| ---- | --- | ---------- | ---- | -- | -- | -- | -- | -- | -- | ---- | ----------- |
| 1    | F조 | 포르투갈   | 3    | 1  | 1  | 1  | 8  | 7  | +1 | 4    | 16강전 진출 |
| 2    | D조 | 체코       | 3    | 1  | 1  | 1  | 3  | 2  | +1 | 4    | 16강전 진출 |
| 3    | A조 | 스위스     | 3    | 1  | 1  | 1  | 4  | 5  | −1 | 4    | 16강전 진출 |
| 4    | C조 | 우크라이나 | 3    | 1  | 0  | 2  | 4  | 5  | −1 | 3    | 16강전 진출 |
| 5    | B조 | 핀란드     | 3    | 1  | 0  | 2  | 1  | 3  | −2 | 3    |             |
| 6    | E조 | 슬로바키아 | 3    | 1  | 0  | 2  | 2  | 7  | −5 | 3    |             |

#### 16강전 대진 결정 방식
각 조 3위 팀들 간의 상대 비교를 통해 상위 4개 팀이 16강전에 진출한다. 16강전에 진출한 조 3위 팀들은 16강에서 B조, C조, E조, F조 1위 팀과 대결하게 되는데 16강전에 진출한 4개 팀의 출신 조에 따라 (3위 팀들간의 상대 순위와 무관하게) 다음과 같이 대진이 결정된다.
| 16강전에 진출한 3위 팀들의 출신 조 | B조 1위의 상대 | C조 1위의 상대 | E조 1위의 상대 | F조 1위의 상대 |
| ---------------------------------- | -------------- | -------------- | -------------- | -------------- |
| A B C D                            | A조 3위        | D조 3위        | B조 3위        | C조 3위        |
| A B C E                            | A조 3위        | E조 3위        | B조 3위        | C조 3위        |
| A B C F                            | A조 3위        | F조 3위        | B조 3위        | C조 3위        |
| A B D E                            | D조 3위        | E조 3위        | A조 3위        | B조 3위        |
| A B D F                            | D조 3위        | F조 3위        | A조 3위        | B조 3위        |
| A B E F                            | E조 3위        | F조 3위        | B조 3위        | A조 3위        |
| A C D E                            | E조 3위        | D조 3위        | C조 3위        | A조 3위        |
| A C D F                            | F조 3위        | D조 3위        | C조 3위        | A조 3위        |
| A C E F                            | E조 3위        | F조 3위        | C조 3위        | A조 3위        |
| A D E F                            | E조 3위        | F조 3위        | D조 3위        | A조 3위        |
| B C D E                            | E조 3위        | D조 3위        | B조 3위        | C조 3위        |
| B C D F                            | F조 3위        | D조 3위        | C조 3위        | B조 3위        |
| B C E F                            | F조 3위        | E조 3위        | C조 3위        | B조 3위        |
| B D E F                            | F조 3위        | E조 3위        | D조 3위        | B조 3위        |
| C D E F                            | F조 3위        | E조 3위        | D조 3위        | C조 3위        |

## 결선 토너먼트
|  | 16강전                | 16강전                     |                 |       | 8강전 | 8강전 |  |  | 준결승전 | 준결승전 |  |  | 결승전 | 결승전 |
|  |                       |                            |                 |       |       |       |  |  |          |          |  |  |        |        |
|  | 6월 27일 - 세비야     |                            |                 |       |       |       |  |  |          |          |  |  |        |        |
|  |                       |                            |                 |       |       |       |  |  |          |          |  |  |        |        |
|  | 벨기에                | 1                          |                 |       |       |       |  |  |          |          |  |  |        |        |
|  | 벨기에                | 1                          | 7월 2일 - 뮌헨  |       |       |       |  |  |          |          |  |  |        |        |
|  | 포르투갈              | 0                          |                 |       |       |       |  |  |          |          |  |  |        |        |
|  | 포르투갈              | 0                          | 벨기에          | 1     |       |       |  |  |          |          |  |  |        |        |
|  | 6월 26일 - 런던       |                            | 벨기에          | 1     |       |       |  |  |          |          |  |  |        |        |
|  |                       | 이탈리아                   | 2               |       |       |       |  |  |          |          |  |  |        |        |
|  | 이탈리아 (연)         | 이탈리아                   | 2               | 2     |       |       |  |  |          |          |  |  |        |        |
|  | 이탈리아 (연)         |                            | 7월 6일 - 런던  | 2     |       |       |  |  |          |          |  |  |        |        |
|  | 오스트리아            | 1                          |                 |       |       |       |  |  |          |          |  |  |        |        |
|  | 오스트리아            | 1                          | 이탈리아 (승)   | 1 (4) |       |       |  |  |          |          |  |  |        |        |
|  | 6월 28일 - 부쿠레슈티 |                            | 이탈리아 (승)   | 1 (4) |       |       |  |  |          |          |  |  |        |        |
|  |                       | 크로아티아                 | 1 (3)           |       |       |       |  |  |          |          |  |  |        |        |
|  | 프랑스                | 크로아티아                 | 1 (3)           | 3 (4) |       |       |  |  |          |          |  |  |        |        |
|  | 프랑스                | 7월 2일 - 상트페테르부르크 |                 | 3 (4) |       |       |  |  |          |          |  |  |        |        |
|  | 스위스 (승)           | 3 (5)                      |                 |       |       |       |  |  |          |          |  |  |        |        |
|  | 스위스 (승)           | 3 (5)                      | 스위스          | 1 (1) |       |       |  |  |          |          |  |  |        |        |
|  | 6월 28일 - 코펜하겐   |                            | 스위스          | 1 (1) |       |       |  |  |          |          |  |  |        |        |
|  |                       | 크로아티아 (승)            | 1 (3)           |       |       |       |  |  |          |          |  |  |        |        |
|  | 크로아티아 (연)       | 크로아티아 (승)            | 1 (3)           | 2     |       |       |  |  |          |          |  |  |        |        |
|  | 크로아티아 (연)       |                            | 7월 11일 - 런던 | 2     |       |       |  |  |          |          |  |  |        |        |
|  | 스웨덴                | 1                          |                 |       |       |       |  |  |          |          |  |  |        |        |
|  | 스웨덴                | 1                          | 이탈리아 (승)   | 1 (3) |       |       |  |  |          |          |  |  |        |        |
|  | 6월 29일 - 글래스고   |                            | 이탈리아 (승)   | 1 (3) |       |       |  |  |          |          |  |  |        |        |
|  |                       | 잉글랜드                   | 1 (2)           |       |       |       |  |  |          |          |  |  |        |        |
|  | 스페인                | 잉글랜드                   | 1 (2)           | 4     |       |       |  |  |          |          |  |  |        |        |
|  | 스페인                | 7월 3일 - 로마             |                 | 4     |       |       |  |  |          |          |  |  |        |        |
|  | 우크라이나            | 0                          |                 |       |       |       |  |  |          |          |  |  |        |        |
|  | 우크라이나            | 0                          | 스페인          | 1 (3) |       |       |  |  |          |          |  |  |        |        |
|  | 6월 29일 - 런던       |                            | 스페인          | 1 (3) |       |       |  |  |          |          |  |  |        |        |
|  |                       | 잉글랜드 (승)              | 1 (4)           |       |       |       |  |  |          |          |  |  |        |        |
|  | 잉글랜드              | 잉글랜드 (승)              | 1 (4)           | 2     |       |       |  |  |          |          |  |  |        |        |
|  | 잉글랜드              |                            | 7월 7일 - 런던  | 2     |       |       |  |  |          |          |  |  |        |        |
|  | 독일                  | 0                          |                 |       |       |       |  |  |          |          |  |  |        |        |
|  | 독일                  | 0                          | 잉글랜드 (연)   | 2     |       |       |  |  |          |          |  |  |        |        |
|  | 6월 27일 - 부다페스트 |                            | 잉글랜드 (연)   | 2     |       |       |  |  |          |          |  |  |        |        |
|  |                       | 덴마크                     | 1               |       |       |       |  |  |          |          |  |  |        |        |
|  | 네덜란드              | 덴마크                     | 1               | 0     |       |       |  |  |          |          |  |  |        |        |
|  | 네덜란드              | 7월 3일 - 바쿠             |                 | 0     |       |       |  |  |          |          |  |  |        |        |
|  | 체코                  | 2                          |                 |       |       |       |  |  |          |          |  |  |        |        |
|  | 체코                  | 2                          | 체코            | 1     |       |       |  |  |          |          |  |  |        |        |
|  | 6월 26일 - 암스테르담 |                            | 체코            | 1     |       |       |  |  |          |          |  |  |        |        |
|  |                       | 덴마크                     | 2               |       |       |       |  |  |          |          |  |  |        |        |
|  | 웨일스                | 덴마크                     | 2               | 0     |       |       |  |  |          |          |  |  |        |        |
|  | 웨일스                |                            |                 | 0     |       |       |  |  |          |          |  |  |        |        |
|  | 덴마크                | 4                          |                 |       |       |       |  |  |          |          |  |  |        |        |
|  | 덴마크                | 4                          |                 |       |       |       |  |  |          |          |  |  |        |        |

- 참고로, UEFA 유럽 축구 선수권 대회에서는 3,4위전을 별도로 치르지 않는다.

### 16강전
| 웨일스 | 0 - 4  | 덴마크                                              |
| ------ | ------ | --------------------------------------------------- |
|        | 리포트 | - 돌베르 27′, 48′ - 멜레 88′ - 브레이스웨이트 90+4′ |

| 이탈리아                     | 2 - 1 (연장전) | 오스트리아        |
| ---------------------------- | -------------- | ----------------- |
| - 키에사 95′ - 페시나 105+1′ | 리포트         | - 칼라이지치 114′ |

| 네덜란드 | 0 - 2  | 체코                    |
| -------- | ------ | ----------------------- |
|          | 리포트 | - 홀레시 68′ - 시크 80′ |

| 벨기에       | 1 - 0  | 포르투갈 |
| ------------ | ------ | -------- |
| - 아자르 42′ | 리포트 |          |

| 크로아티아                                            | 3 - 5 (연장전) | 스페인                                                                                |
| ----------------------------------------------------- | -------------- | ------------------------------------------------------------------------------------- |
| - 페드리 20′ (자책골) - 오르시치 85′ - 파살리치 90+2′ | 리포트         | - 사라비아 38′ - 아스필리쿠에타 56′ - 페란 토레스 76′ - 모라타 100′ - 오야르사발 103′ |

| 프랑스                                   | 3 - 3 (연장전) | 스위스                                             |
| ---------------------------------------- | -------------- | -------------------------------------------------- |
| - 벤제마 57′, 59′ - 포그바 75′           | 리포트         | - 세페로비치 15′, 81′ - 가브라노비치 90′           |
| 승부차기                                 |                |                                                    |
| - 포그바 - 지루 - 튀랑 - 킴펨베 - 음바페 | 4 - 5          | 가브라노비치 · 셰어 · 아칸지 · 바르가스 · 메흐메디 |

| 잉글랜드                | 2 - 0  | 독일 |
| ----------------------- | ------ | ---- |
| - 스털링 75′ - 케인 86′ | 리포트 |      |

| 스웨덴           | 1 - 2 (연장전) | 우크라이나                     |
| ---------------- | -------------- | ------------------------------ |
| - 포르스베리 43′ | 리포트         | - 진첸코 27′ - 도우비크 120+1′ |

### 8강전
| 스위스                                    | 1 - 1 (연장전) | 스페인                                         |
| ----------------------------------------- | -------------- | ---------------------------------------------- |
| - 샤키리 68′                              | 리포트         | - 자카리아 8′ (자책골)                         |
| 승부차기                                  |                |                                                |
| - 가브라노비치 - 셰어 - 아칸지 - 바르가스 | 1 – 3          | 부스케츠 · 올모 · 로드리 · 제라르 · 오야르사발 |

| 벨기에                 | 1 - 2  | 이탈리아                  |
| ---------------------- | ------ | ------------------------- |
| - 루카쿠 45+′ (페널티) | 리포트 | - 바렐라 31′ - 인시녜 44′ |

| 체코       | 1 - 2  | 덴마크                     |
| ---------- | ------ | -------------------------- |
| - 시크 49′ | 리포트 | - 딜레이니 5′ - 돌베르 42′ |

| 우크라이나 | 0 - 4  | 잉글랜드                                   |
| ---------- | ------ | ------------------------------------------ |
|            | 리포트 | - 케인 4′, 50′ - 매과이어 46′ - 헨더슨 63′ |

### 준결승전
| 이탈리아                                                 | 1 - 1 (연장전) | 스페인                            |
| -------------------------------------------------------- | -------------- | --------------------------------- |
| - 키에사 60′                                             | 리포트         | - 모라타 80′                      |
| 승부차기                                                 |                |                                   |
| - 로카텔리 - 벨로티 - 보누치 - 베르나르데스키 - 조르지뉴 | 4 - 2          | 올모 · 제라르 · 알칸타라 · 모라타 |

| 잉글랜드                          | 2 - 1 (연장전) | 덴마크         |
| --------------------------------- | -------------- | -------------- |
| - 키예르 39′ (자책골) - 케인 104′ | 리포트         | - 담스고르 30′ |

### 결승전
| 이탈리아                                                 | 1 - 1 (연장전) | 잉글랜드                                 |
| -------------------------------------------------------- | -------------- | ---------------------------------------- |
| - 보누치 67′                                             | 리포트         | - 쇼 2′                                  |
| 승부차기                                                 |                |                                          |
| - 베라르디 - 벨로티 - 보누치 - 베르나르데스키 - 조르지뉴 | 3 - 2          | 케인 · 매과이어 · 래시퍼드 · 산초 · 사카 |

## 우승
| UEFA 유로 2020 우승 |
| ------------------- |
| 이탈리아 2번째 우승 |

## 수상
| 골든 부트                       | 실버 부트                 | 브론즈 부트             | UEFA 토너먼트 최우수 선수 | 최우수 신인 선수 |
| ------------------------------- | ------------------------- | ----------------------- | ------------------------- | ---------------- |
| 크리스티아누 호날두 5득점 1도움 | 파트리크 시크 5득점 0도움 | 카림 벤제마 4득점 0도움 | 잔루이지 돈나룸마         | 페드리           |

## 최종 순위
| 순위 | 팀           | 경기수 | 승 | 무 | 패 | 득 | 실 | 득실차 | 승점 |
| ---- | ------------ | ------ | -- | -- | -- | -- | -- | ------ | ---- |
| 1    | 이탈리아     | 7      | 5  | 2  | 0  | 13 | 4  | +9     | 17   |
| 2    | 잉글랜드     | 7      | 4  | 3  | 0  | 8  | 3  | +5     | 15   |
| 3    | 스페인       | 5      | 3  | 2  | 0  | 14 | 2  | +12    | 11   |
| 4    | 덴마크       | 6      | 3  | 0  | 3  | 12 | 7  | +5     | 9    |
| 5    | 벨기에       | 5      | 4  | 0  | 1  | 9  | 3  | +6     | 12   |
| 6    | 체코         | 5      | 2  | 1  | 2  | 6  | 4  | +2     | 7    |
| 7    | 스위스       | 5      | 1  | 3  | 1  | 8  | 9  | -1     | 6    |
| 8    | 우크라이나   | 4      | 1  | 0  | 3  | 4  | 9  | -5     | 3    |
| 9    | 네덜란드     | 4      | 3  | 0  | 1  | 8  | 4  | +4     | 9    |
| 10   | 스웨덴       | 4      | 2  | 1  | 1  | 5  | 4  | +1     | 7    |
| 11   | 프랑스       | 4      | 1  | 3  | 0  | 7  | 6  | +1     | 6    |
| 12   | 오스트리아   | 4      | 2  | 0  | 2  | 5  | 5  | 0      | 6    |
| 13   | 포르투갈     | 4      | 1  | 1  | 2  | 8  | 8  | 0      | 4    |
| 14   | 크로아티아   | 4      | 1  | 1  | 2  | 7  | 8  | -1     | 4    |
| 15   | 독일         | 4      | 1  | 1  | 2  | 3  | 6  | -3     | 4    |
| 16   | 웨일스       | 4      | 1  | 0  | 3  | 4  | 9  | -5     | 3    |
| 17   | 핀란드       | 3      | 1  | 0  | 2  | 1  | 3  | -2     | 3    |
| 18   | 슬로바키아   | 3      | 1  | 0  | 2  | 2  | 7  | -5     | 3    |
| 18   | 러시아       | 3      | 1  | 0  | 2  | 2  | 7  | -5     | 3    |
| 20   | 헝가리       | 3      | 0  | 2  | 1  | 3  | 6  | -3     | 2    |
| 21   | 스코틀랜드   | 3      | 0  | 1  | 2  | 1  | 5  | -4     | 1    |
| 22   | 폴란드       | 3      | 0  | 0  | 3  | 4  | 9  | -5     | 0    |
| 23   | 북마케도니아 | 3      | 0  | 0  | 3  | 2  | 8  | -6     | 0    |
| 24   | 튀르키예     | 3      | 0  | 0  | 3  | 1  | 8  | -7     | 0    |

- 우승에서 준우승까지는 결승전 결과로 순위를 가린다. 이전 단계에서 탈락한 팀들의 순위는 조별 리그와 동일하게 승점-골득실차-다득점순으로 가리며 모두 같을 경우 공동 순위로 한다.
- 4강에서 탈락한 팀은 최고 3위에서 최하 4위까지이다.
- 8강에서 탈락한 팀은 최고 5위에서 최하 8위까지이다.
- 16강에서 탈락한 팀은 최고 9위에서 최하 16위까지이다.
- 조별 리그에서 탈락한 팀은 최고 17위에서 최하 24위까지이다.
- 토너먼트에서 승부차기로 경기가 가려진 경우에는 FIFA의 규정에 따라 무승부로 기재한다.

### 상금
UEFA 유로 2020 본선에 진출한 24개 팀은 기본 상금으로 9,250,000 유로를 받게 된다. 그 외에 본선 성적에 따라 다음과 같은 상금을 추가로 받게 된다.
| 성적      | 상금                                        | 팀 수   |
| --------- | ------------------------------------------- | ------- |
| 조별 리그 | 1,500,000 유로 (승리) 750,000 유로 (무승부) | 24개 팀 |
| 16강      | 2,000,000 유로                              | 16개 팀 |
| 8강       | 3,250,000 유로                              | 8개 팀  |
| 준결승    | 5,000,000 유로                              | 4개 팀  |
| 준우승    | 7,000,000 유로                              | 1개 팀  |
| 우승      | 10,000,000 유로                             | 1개 팀  |

UEFA 유로 2020 본선에 참가한 24개 팀은 본선 성적에 따라 다음과 같은 상금을 받았다.
| 본선 성적                    | 팀                                    | 상금 (유로)     |
| ---------------------------- | ------------------------------------- | --------------- |
| 우승 (조별 리그 3승)         | 이탈리아                              | 34,000,000 유로 |
| 준우승 (조별 리그 2승 1무)   | 잉글랜드                              | 30,250,000 유로 |
| 준결승 (조별 리그 1승 2무)   | 스페인                                | 22,500,000 유로 |
| 준결승 (조별 리그 1승 2패)   | 덴마크                                | 21,000,000 유로 |
| 8강 (조별 리그 3승)          | 벨기에                                | 19,000,000 유로 |
| 8강 (조별 리그 1승 1무 1패)  | 체코 · 스위스                         | 16,750,000 유로 |
| 8강 (조별 리그 1승 2패)      | 우크라이나                            | 16,000,000 유로 |
| 16강 (조별 리그 3승)         | 네덜란드                              | 15,750,000 유로 |
| 16강 (조별 리그 2승 1무)     | 스웨덴                                | 15,000,000 유로 |
| 16강 (조별 리그 2승 1패)     | 오스트리아                            | 14,250,000 유로 |
| 16강 (조별 리그 1승 2무)     | 프랑스                                | 14,250,000 유로 |
| 16강 (조별 리그 1승 1무 1패) | 포르투갈 · 크로아티아 · 독일 · 웨일스 | 13,500,000 유로 |
| 조별 리그 1승 2패            | 핀란드 · 슬로바키아 · 러시아          | 10,750,000 유로 |
| 조별 리그 2무 1패            | 헝가리                                | 10,750,000 유로 |
| 조별 리그 1무 2패            | 폴란드 · 스코틀랜드                   | 10,000,000 유로 |
| 조별 리그 3패                | 튀르키예 북마케도니아                 | 9,250,000 유로  |

## 대회 후원
| 국가대표팀 축구 공식 스폰서                                                              |
| ---------------------------------------------------------------------------------------- |
| - 알리페이 Booking.com 페덱스 - 가즈프롬 하이센스 폭스바겐                               |
| 유로 2020 공식 스폰서 - 코카-콜라 하이네켄 카타르 항공 - Just Eat Takeaway.com 틱톡 Vivo |
|                                                                                          |
| 유로 2020 공식 라이센시 - 아디다스 위블로 IMG - 코나미 파니니                            |
|                                                                                          |

## 득점 선수
5 골
- 파트리크 시크
- 크리스티아누 호날두

4 골
- 로멜루 루카쿠
- 해리 케인
- 카림 벤제마
- 에밀 포르스베리

3 골
- 라힘 스털링
- 하리스 세페로비치
- 제르단 샤키리
- 카스페르 돌베르
- 로렌조 인시녜
- 조르지니오 베이날뒴
- 로베르트 레반도프스키
- 알바로 모라타

2 골
- 마누엘 로카텔리
- 치로 임모빌레
- 페데리코 키에사
- 미켈 담스고르
- 유수프 포울센
- 요아킴 멜레
- 파블로 사라비아
- 페란 토레스
- 덴젤 덤프리스
- 멤피스 데파이
- 안드리 야르몰렌코
- 로만 야렘추크
- 토르강 아자르
- 카이 하베르츠
- 이반 페리시치

1 골
- 크리스토프 바움가르트너
- 슈테판 라이너
- 미하엘 그레고리
- 마르코 아르나우토비치
- 사샤 칼라이지치
- 니콜라 블라시치
- 미슬라브 오르시치
- 마리오 파샬리치
- 루카 모드리치
- 마르틴 브레이스웨이트
- 안드레아스 크리스텐센
- 토마스 딜레이니
- 루크 쇼
- 조던 핸더슨
- 해리 매과이어
- 미켈 오야르사발
- 아스필리쿠에타
- 아이메릭 라포르테
- 니콜로 바렐라
- 레오나르도 보누치
- 마테오 페시나
- 설러이 아담
- 아틸라 피올라
- 안드라스 샤퍼
- 에런 램지
- 키퍼 무어
- 코너 로버츠
- 토마 뫼니에
- 케빈 더 브라위너
- 앙투안 그리즈만
- 폴 포그바
- 레온 고레츠카
- 로빈 고젠스
- 고란 판데프
- 에그지얀 알리오스키
- 디오고 조타
- 하파엘 게헤이루
- 아르툠 주바
- 알렉세이 미란추크
- 마리오 가브라노비치
- 브릴 엠볼로
- 아르템 도우비크
- 올렉산드르 진첸코
- 토마시 홀레시
- 요엘 포흐얀팔로
- 바우트 베흐호르스트
- 카롤 리네티
- 캘럼 맥그레거
- 밀란 슈크리니아르
- 빅토르 클라에손
- 미르판 잔 카흐베지

자책골
- 시몬 키예르 (잉글랜드전)
- 페드리 (크로아티아전)
- 루카시 흐라데츠키 (벨기에전)
- 마츠 후멜스 (프랑스전)
- 보이치에흐 슈쳉스니 (슬로바키아전)
- 하파엘 게헤이루 (독일전)
- 후벵 디아스 (독일전)
- 마르틴 두브라브카 (스페인전)
- 유라이 쿠츠카 (스페인전)
- 데니스 자카리아 (스페인전)
- 메리흐 데미랄 (이탈리아전)